# 罗伯特·莱特希泽
罗伯特·埃米特·莱特希泽（/ˈlaɪtˌhaɪzər/；1947年10月11日—），美国律師，2017年被第45任美国总统唐納·川普提名担任第18任貿易代表。

## 早期
勞勃·萊特海澤是Michaelene Lighthizer和Orville James的兒子，他的父親是一名醫師。勞勃曾就讀於俄亥俄州蓋茨·米爾斯的吉爾默爾學院，1969年獲得文學學士學位，1973年畢業於喬治城大學獲得法學博士學位。

## 中期

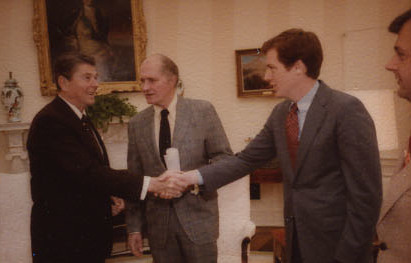
萊特海澤与美国总统罗纳德·里根（1983年4月25日）

萊特海澤是世达律师事务所华府办公室的合伙人，曾在罗纳德·里根政府出任副贸易代表，曾經迫使日本接受鋼鐵及汽車出口的限制，一直到廣場協議後的日圓大升值，最後是日本平成景氣崩潰。根据世达律所的官网，萊特海澤的专业领域是代表美国大公司进行贸易诉讼，以及提供政策和立法方面的建议。
1987年主導對日對台301條款談判，迫使新台幣在2年內升值33％，傳統產業外移。
萊特海澤提倡加大贸易保护力度。萊特海澤在2011年於《华盛顿时报》上發表文章，赞扬前总统里根限制进口日本汽车来保护美国汽车工业的政策，并批评中华人民共和国政府通过“操纵贸易”使制造业的工作大量流向中国。
2019年2月14日，作为美国贸易代表的莱特希泽和财政部长梅努欽抵达中华人民共和国首都北京，展开为期两日的中美经贸高级别磋商。月底，莱特希泽与中国副总理刘鹤率领的贸易代表团在美国首都华府进行会谈。

## 個人生活
哥哥詹姆斯.萊特海澤是研究美國南北戰爭專家，同時也是戰場保存協會的主席；曾擔任馬里蘭州眾議院議員。
萊特海澤住在佛羅里達州。他有兩個孩子，分別是羅伯特.萊特海澤和克萊兒.萊特海澤，以及三個孫子。

## 外部連結
本文全部或部分内容来自美国联邦政府所属的美国之音网站。根据版权条款（英文）和有关美国政府作品版权的相关法律，其官方发布的内容属于公有领域。